# Triumf Endymiona
Triumf Endymiona (ang. The Rise of Endymion) – powieść science fiction amerykańskiego pisarza Dana Simmonsa z 1997, będąca czwartą i ostatnia częścią cyklu Hyperion. Tytuł powieści oraz elementy fabuły nawiązują do poematu Johna Keatsa o tym samym tytule. Książka jest bezpośrednią kontynuacją powieści Endymion i zaczyna się dokładnie w momencie, gdzie tamta się kończy.

## Nagrody
W 1997 książka została nagrodzona nagrodą Locusa. Była także nominowana do Nagrody Hugo za najlepszą powieść w roku 1998.